# Еверетт (Вашингтон)
Еверетт (англ. Everett) — місто (англ. city) в США, в окрузі Сногоміш штату Вашингтон. Адміністративний центр та найбільше місто округу. Населення — 110 629 осіб (2020).
4 травня 1893 сюди прийшла залізниця Great Northern Railway (U.S.), ця дата і вважається моментом народження міста.
2002 року місто отримало приз All-America City Award.
В 1984 році Еверетт було обране місцем розміщення сучасної військово-морської бази. Будівництво бази Еверетт було завершено в 1992 році. База є однією з місць базування суден третього флоту ВМС США. 3 вересня 1994 на базу прибули перші військові фрегати Ingraham та Ford. У період з 1995 по 1998 на військово-морській базі перебував авіаносець Авраам Лінкольн.

## Географія
Еверетт розташований за координатами 48°0′12″ пн. ш. 122°10′27″ зх. д. / 48.00333° пн. ш. 122.17417° зх. д. (48.003267, -122.174223).  За даними Бюро перепису населення США в 2010 році місто мало площу 125,57 км², з яких 86,63 км² — суходіл та 38,94 км² — водойми.

### Клімат
| Клімат : Еверетт        | Клімат : Еверетт | Клімат : Еверетт | Клімат : Еверетт | Клімат : Еверетт | Клімат : Еверетт | Клімат : Еверетт | Клімат : Еверетт | Клімат : Еверетт | Клімат : Еверетт | Клімат : Еверетт | Клімат : Еверетт | Клімат : Еверетт | Клімат : Еверетт |
| Показник                | Січ.             | Лют.             | Бер.             | Квіт.            | Трав.            | Черв.            | Лип.             | Серп.            | Вер.             | Жовт.            | Лист.            | Груд.            | Рік              |
| Абсолютний максимум, °C | 22,2             | 23,3             | 27,8             | 29,4             | 33,9             | 36,7             | 33,9             | 34,4             | 31,7             | 28,3             | 23,3             | 18,9             | 36,7             |
| Середній максимум, °C   | 7,2              | 9,3              | 11,6             | 14,5             | 17,6             | 20,2             | 22,6             | 22,6             | 19,9             | 15,3             | 10,5             | 7,6              | 14,9             |
| Середній мінімум, °C    | 0,6              | 1,3              | 2,7              | 4,7              | 7,4              | 10,1             | 11,6             | 11,6             | 9,1              | 6,1              | 3,1              | 1,3              | 5,8              |
| Абсолютний мінімум, °C  | −17,2            | −16,7            | −12,2            | −5               | −1,7             | 2,2              | 2,8              | 3,3              | −1,1             | −5,6             | −17,8            | −15              | −17,8            |
| Норма опадів, мм        | 115              | 83               | 91               | 69               | 59               | 54               | 26               | 30               | 50               | 86               | 118              | 126              | 907              |
| Днів з опадами          | 19               | 16               | 18               | 15               | 12               | 10               | 6                | 6                | 9                | 15               | 18               | 19               | 163,0            |
| ----------------------- | ---------------- | ---------------- | ---------------- | ---------------- | ---------------- | ---------------- | ---------------- | ---------------- | ---------------- | ---------------- | ---------------- | ---------------- | ---------------- |
| Джерело:                |                  |                  |                  |                  |                  |                  |                  |                  |                  |                  |                  |                  |                  |

## Демографія
Згідно з переписом 2010 року, у місті мешкало 103 019 осіб у 41 312 домогосподарствах у складі 23 282 родин. Густота населення становила 820 осіб/км².  Було 44609 помешкань (355/км²).
Расовий склад населення:
| - 74,6 % — білих - 7,8 % — азіатів - 4,1 % — чорних або афроамериканців - 1,4 % — корінних американців - 0,7 % — вихідців з тихоокеанських островів - 6,1 % — осіб інших рас |

До двох чи більше рас належало 5,3 %. Частка іспаномовних становила 14,2 % від усіх жителів.
За віковим діапазоном населення розподілялося таким чином: 22,7 % — особи молодші 18 років, 67,0 % — особи у віці 18—64 років, 10,3 % — особи у віці 65 років та старші. Медіана віку мешканця становила 34,4 року. На 100 осіб жіночої статі у місті припадало 103,5 чоловіків;  на 100 жінок у віці від 18 років та старших — 103,4 чоловіків також старших 18 років.
Середній дохід на одне домашнє господарство  становив 64 141 долар США (медіана — 49 578), а середній дохід на одну сім'ю — 74 638 доларів (медіана — 58 662). Медіана доходів становила 47 074 долари для чоловіків та 38 623 долари для жінок. За межею бідності перебувало 17,6 % осіб, у тому числі 26,1 % дітей у віці до 18 років та 12,7 % осіб у віці 65 років та старших.
Цивільне працевлаштоване населення становило 50 659 осіб. Основні галузі зайнятості: виробництво — 19,6 %, освіта, охорона здоров'я та соціальна допомога — 18,0 %, роздрібна торгівля — 11,6 %, науковці, спеціалісти, менеджери — 10,5 %.

## Економіка
У місті Еверетт розташувалося виробництво компанії Boeing. Будівля цеху в якому збираються літаки Боїнг 747, Боїнг 767, Боїнг 777 та 787 має рекордний об'єм — 13,3 млн кубометрів.
В 1975 в місті були підприємства деревообробної промисловості.

## Транспорт
Поблизу міста проходить швидкісна автодорога US 2.
Станція Еверетт обслуговує одночасно пасажирські потяги (мережа компанії BNSF Railway) та міжміське автобусне сполучення.

## Міста-побратими
- Івакуні (яп. 岩 国 市), Японія
- Слайго (англ. Sligo), Ірландія
- Совєтська Гавань, Росія